# Movimento revolucionário
Movimento revolucionário é um tipo específico de movimento social dedicado à realização de uma revolução. O sociólogo e historiador estadunidense Charles Tilly o definiu como um movimento social que promove reivindicações exclusivas e conflitantes pelo controle do Estado, ou de alguns de seus segmentos.